# Магура (заповідне урочище)
Ма́гура — заповідне урочище місцевого значення в Україні. Розташоване в межах Сколівського району Львівської області, на схід від села Либохора. 
Площа — 267 га. Засноване рішенням Львівської облради від 07.02.1991 року, № 34. Перебуває у віданні Славського ДЛГ, Тухлянського лісництво. 
Під охороною — високопродуктивні смерекові та смереково-ялицево-букові насадження в частині лісового масиву, розташованого на західних схилах гори Маґура, що в Сколівських Бескидах (Українські Карпати). 
На південному сході від заповідного урочища бере початок річка Соболиця, ліва притока Соболя. 